# Asus Eee Pad Transformer Prime
Asus Eee Pad Transformer Prime — первый в мире планшетный компьютер с четырёхъядерным процессором, и последователь двухъядерного Asus Eee Pad Transformer. Работает на Google Android 4.1. Transformer Prime был анонсирован Asus 9 ноября 2011 года. Этот планшетный компьютер был выпущен в Тайване 1 декабря 2011 года. Transformer Prime был выпущен в Канаде и США 19 декабря 2011 года.
Поставляется с офисным пакетом приложений Polaris Office 3.0.